# Грюнгайн-Баєрфельд
Грюнгайн-Баєрфельд (нім. Grünhain-Beierfeld) — місто в Німеччині, розташоване в землі Саксонія. Входить до складу району Рудні Гори.
Площа — 22,26 км2. Населення становить 5768 ос. (станом на 31 грудня 2020).

## Географії

### Адміністративний поділ
Місто  складається з 3 районів:
- Баєрфельд
- Грюнгайн
- Вашляйте